# Emil Johansson (Radsportler)
Emil Johansson (* 20. Juni 1999 in Trollhättan) ist ein schwedischer Mountainbikesportler, der in den Disziplinen Slopestyle und Freeride aktiv ist. Er gilt als einer der besten Slopestyle-Fahrer der Welt und ist 4-facher Weltmeister der von der Freeride Mountain Bike Association organisierten FMB World Tour.

## Karriere
Mit 11 Jahren begann Johansson mit dem Mountainbikesport und im Jahr 2013 an Slopestyle-Wettbewerben teilzunehmen. Im Jahr 2017 wurde er jüngster Sieger der FMB World Tour, und gewann in den Jahren 2019 und 2022 das prestigeträchtige Red Bull Joyride Event.
Nach seinem Sieg der FMB World Tour musste Johansson eine 10-monatige gesundheitsbedingte Pause einlegen, er erkrankte an der Autoimmunerkrankung Hashimoto-Thyreoiditis und litt unter einer Infektion mit dem Epstein-Barr-Virus.
Während der Crankworx World Tour 2021, erlangte er mit 3 Siegen die Triple Crown of Slopestyle Auszeichnung im Slopestyle, diesen Erfolg konnte er in den beiden darauffolgenden Jahren wiederholen.
Neben seinen Wettbewerbserfolgen hat Emil Johansson auch eine große Online-Präsenz aufgebaut. Seine spektakulären Videos und Clips haben eine riesige Fangemeinde angezogen und ihn zu einem der beliebtesten Mountainbikesportler in den sozialen Medien gemacht.

## Erfolge (Auswahl)
- 2016 – FMB World Tour Diamond Series (7. Platz)[8]
- 2017 – FMB World Tour Diamond Series (1. Platz)[9]
- 2019 – Red Bull Joyride (1. Platz)[10]
- 2019 – Crankworx FMBA Slopestyle World Tour (4. Platz)[11]
- 2021 – Crankworx FMBA Slopestyle World Tour (1. Platz)[12]
- 2022 – Red Bull Joyride (1. Platz)[13]
- 2022 – Crankworx FMBA Slopestyle World Tour (1. Platz)[14]
- 2023 – Red Bull Joyride (1. Platz)[15]
- 2023 – Crankworx FMBA Slopestyle World Tour (1. Platz)[16]